# Зеебек, Август
Людвиг Фридрих Вильгельм Август Зеебек (нем. Ludwig Friedrich Wilhelm August Seebeck, 27 декабря 1805, Йена — 19 марта 1849, Дрезден) — немецкий физик, сын Томаса Иоганна Зеебека.
В последние годы своей жизни был профессором в Лейпциге. Труды Л. Зеебека в основном относятся к области акустики; сконструировал сирену (звуковой прибор) собственного устройства. Занимался также явлениями поляризации света, цветовой слепотой.
В 1833 году изобрёл прибор для царапания и ввел термин склерометрия. 